# USS LST-1105
O USS LST-1105 foi um navio de guerra norte-americano da classe LST que operou durante a Segunda Guerra Mundial.